# Eryngium ebracteatum

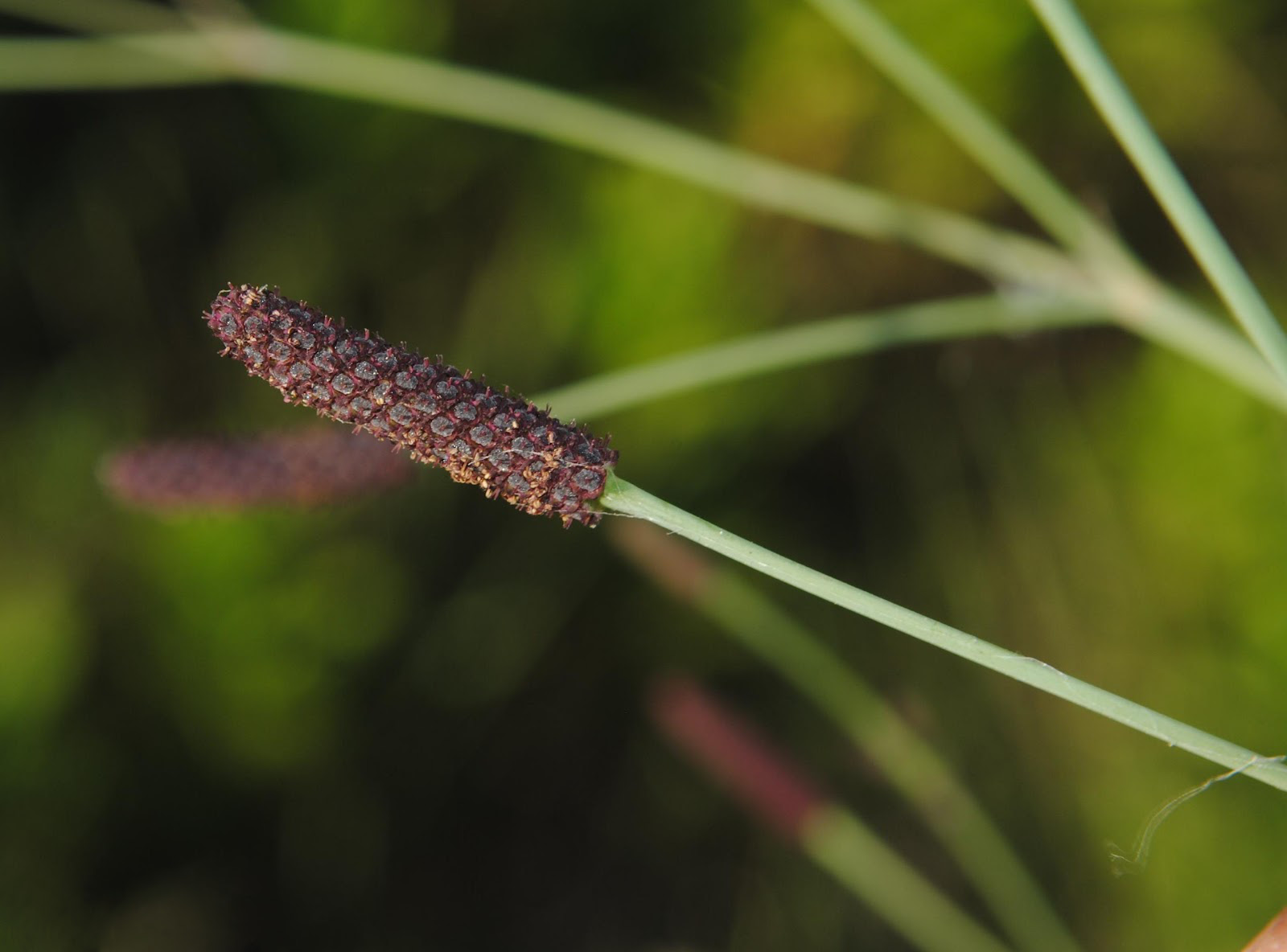
Eryngium ebracteatum en Soriano Uruguay.

Eryngium ebracteatum es una especie de planta herbácea perteneciente a la familia Apiaceae. Es originaria de la costa del Atlántico del sur de Sudamérica.

## Descripción
Son hierbas perennes, erectas, que alcanzan los 5–20 dm de alto. Las hojas son lineares a lanceoladas, de 12–50 cm de largo y 0.5–3 cm de ancho, enteras a esparcidamente espinulosas, ampliamente envainadoras en la parte inferior. Las inflorescencias ampliamente ramificadas y esencialmente afilas, capítulos angostamente cilíndricos, de 1–2 cm de largo y 2–4 mm de ancho, brácteas involucrales 6–8, ovado-lanceoladas, 1–1.5 mm de largo, bractéolas como brácteas, menos de 1 mm de largo, iguales o más cortas que el fruto. Fruto globoso-elipsoide, subterete, de 1–2.5 mm de diámetro, densamente cubierto por papilas desiguales, claviformes y blancas.

## Distribución y hábitat
Conocida en Nicaragua de una sola colección (Neill 4401) realizada en sabana de pinos en el norte de la zona atlántica; es una especie característica de la costa del Atlántico del sur de Sudamérica, quizás introducida en Colombia, Venezuela y Centroamérica (Honduras a Costa Rica).

## Taxonomía
Eryngium ebracteatum fue descrita por Jean-Baptiste Lamarck y publicado en Encyclopédie Méthodique, Botanique 4(2): 759. 1798.
Etimología
Eryngium: nombre genérico que probablemente hace referencia a la palabra que recuerda el erizo: "Erinaceus" (especialmente desde el griego "erungion" = "ción"), sino que también podría derivar de "eruma" (= protección), en referencia a la espinosa hojas de las plantas de este tipo.
ebracteatum: epíteto
 Sinonimia
- Eryngium caricinum Standl.
- Eryngium ebracteatum var. plicatum Beauverd ex Wolff
- Eryngium ebracteatum var. poterioides (Griseb.) Urb.
- Eryngium nudiflorum Willd. ex Spreng.
- Eryngium poterioides Griseb.[2]